# Odontocarya
Odontocarya Miers – rodzaj roślin z rodziny miesięcznikowatych (Menispermaceae). Obejmuje co najmniej 37 gatunków występujących naturalnie w Ameryce Środkowej i Południowej od południowego Meksyku aż po Boliwię.

## Systematyka
Pozycja systematyczna według APweb (aktualizowany system APG III z 2009)
Rodzaj z rodziny miesięcznikowatych (Menispermaceae).
Wykaz gatunków
| - Odontocarya acuparata Miers - Odontocarya amazonum Barneby - Odontocarya asarifolia Barneby - Odontocarya deminuta (Diels) Barneby - Odontocarya dielsiana Barneby - Odontocarya diplobotrya Diels - Odontocarya duckei Barneby - Odontocarya echinus Barneby - Odontocarya emarginata Barneby - Odontocarya floribunda Diels - Odontocarya hastata Barneby - Odontocarya integrifolia Barneby - Odontocarya klugii (A.C. Sm.) Barneby - Odontocarya krukoviana Barneby - Odontocarya macarenae Barneby - Odontocarya magnifolia (A.C. Sm.) Barneby - Odontocarya mallosperma Barneby - Odontocarya membranacea (A.C. Sm.) R. Ortiz - Odontocarya mexicana Barneby | - Odontocarya micrantha (Diels) Barneby - Odontocarya miersiana Barneby - Odontocarya monandra Barneby - Odontocarya perforata Barneby - Odontocarya petiolaris Barneby - Odontocarya rusbyi Barneby - Odontocarya septemfida Barneby - Odontocarya smithiorum Diels - Odontocarya steyermarkii Barneby - Odontocarya syncretica Barneby - Odontocarya tamoides (DC.) Miers - Odontocarya tenacissima Diels - Odontocarya tripetala Diels - Odontocarya truncata Standl. - Odontocarya ulei Diels - Odontocarya vitis Miers - Odontocarya wullschlaegelii (Eichler) Barneby - Odontocarya zuliana Barneby |